# کولچوگینو
شهر کولچوگینو (به روسی: Кольчугино) در کشور روسیه و در اوبلاست ولادیمیر واقع شده‌است.